# Santos León Herrera
Santos León Herrera (* 1874; † 1950) war von 24. April 1948 bis 3. Mai 1948 Präsident von Costa Rica.

## Leben
Santos León Herrera gehörte zu den ersten Absolventen des Liceo de Costa Rica. Er studierte Ingenieurwesen und arbeitete als Lehrer. Sein Fachgebiet war die Landwirtschaft und das Vermessungswesen. Er war verheiratet mit Luisa Zavaleta und hatte mit ihr zwei Kinder, Rafael und Balvina León Zavaleta.
Herrera war Delegierter bei einer verfassungsgebenden Versammlung im Jahre 1917 und war zwei Mal Parlamentsabgeordneter. In der dritten Amtszeit von Ricardo Jiménez Oreamuno vom 8. Mai 1932 bis 8. Mai 1936 war er Regierungsminister. Er wurde dritter Stellvertreter von Teodoro Picado Michalski und als dieser vor der Revolution von 1948 aus Costa Rica flüchtete und geschäftsführender Präsident.
Am 8. Mai 1950 wurde Herrera auf dem Zentralfriedhof in San José beigesetzt.